# 極地航線
極地航線指的是往來歐洲和亞洲或者北美洲和亞洲之間，因為地表的曲面形狀，以飛越南/北極上空能最為節省飛行時間的方式。

## 北極航線

### 概說
如果從北美洲到亞洲，或者是從歐洲到亞洲，最短的「直接距離」航線即是沿著以地球半径为半径的圓周而行的航線（通稱「大圓航線」），一般會經過北極地區，或是俄羅斯北部，但無論是哪一條航線都需要通過俄羅斯上空，由於俄羅斯領空在前蘇聯時期基本上處於封鎖狀態，因此一般飞機無法利用這樣的直接航線來往歐、亞、北美等三洲，如1983年的大韓航空007號班機就是因為誤進蘇聯領空而被擊落。
此外，1990年代以前的一般民航機的續航能力並不足以飛越北極以及俄羅斯北部的一大片荒蕪地區，而且該處也沒有可供緊急情況降落的備降機場，因此當時來往亞洲與北美洲的飛機會繞道北太平洋，並在阿拉斯加安克拉治中停加油。
直到1991年蘇聯解體後俄羅斯開放領空，再加上波音747-400等等續航距離超過13,000公里的飛機投入服務，一般民航機才可能取道北極航線，因而大幅拉近了美洲與南亞之間的距離。俄美空中交通管制协调小组（RACGAT）于1992年11月成立，1997年在其第六次会议上提议开通北极航线。
1998年，俄罗斯政府批准开通4条北极航线，自西向东分别命名为极道1至4号，同年夏季开始验证飞行。北极航线获批后，國泰航空于1998年6月开始筹划由纽约約翰·甘迺迪國際機場不停站飞往香港赤鱲角國際機場（Chek Lap Kok）的验证航班。此次验证飞行由当地时间1998年7月5日凌晨从纽约起飞的号班机（呼号）执行，该航班由编号为的波音747-400执飞，载有137名旅客，经过15小时35分钟的飞行后于香港时间7月6日6时20分许降落在刚启用的赤鱲角机场，成为第一个到达香港新机场的商业航班，飞行距离达到14,103公里（约合7,575海里）。

### 好處
由於北極地區的盛行西風一般強度較弱，再加上北極航線更接近大圓航線、航程較短，因此，越來越多往西飛（例如從美國東岸到北京）的航班，都會取道北極航線，節省時間之餘，還可以節省燃料，並增加有效負載。

### 局限
依照美國聯邦航空局的《极地运行手册》（Guidance for Polar Operations）的规定，在进行极地飞行前，需要检查辐射（地磁风暴及以上，太阳辐射及以上，无线电失效及以上，就不能航行），并确保所携带航空燃油实测冰点低于航线上的大气温度。此外，极地地区缺少地面对应的导航设施，冰川还会产生镜面反映，可能导致机载气象雷达不能正常工作。
同時，由於北極地區接近北磁極，羅盤可能會無法正常顯示方向，在全球定位系統未開放為民用以前，飛機的導航系統並沒有足夠能力，引導飛機飛越北極地區（該處並沒有雷達站一類的設施）。導航系統的可靠性，對於在北極航線飛行的飛機來說，就會變得非常重要。
另外，考慮到北極地區的寒冷天氣，飛機上必備有寒冷地區專用的求生裝備（例如煤油爐、寒衣、毛毯、高熱量的乾糧等），以備飛機萬一發生嚴重故障，需要在北極地區緊急降落之用。為了避免此等事故發生，飛機的所有裝置，包括發動機、輔助動力裝置、電力、液壓系統等，都需要更為嚴格的防護性維修。故此，即使極地航線能有助飛機縮短飛行時間，對航空公司而言可謂是一項複雜及高成本的事情。

### 不使用北極航線的情況
不過，從亞洲向東飛往北美洲的航班，一般並不使用北極航線，而取道較南的北太平洋，再從加拿大或美國西岸進入北美洲。這是因為北太平洋有較強的盛行西風，飛機可以順著西風飛行，節省的燃料與時間優於使用北極航線。而自從2022年俄烏戰爭爆發後，基於地緣政治因素，部分國家因與俄羅斯處於敵對狀態，並禁止其客機飛越俄羅斯上空，因次不能使用北極航線；另外，為保持公平競爭，美中直航航班都不可以採道北極航線。
另外，即使是現在，純貨機一般會盡量載運負載，所攜帶的燃料並不足於飛越北極地區，故此仍然需要在阿拉斯加州安克拉治的泰德·史蒂文斯安克拉治國際機場中途停站加油。

## 南極航線
目前南半球的民航飛行並沒有利用南極航線，阿根廷航空的航線最南可以達到約南緯55°。

## 另見
- 双发延程飞行
- 西北航道
- 北方海路